# Wattenbach (rivier)
De Wattenbach (ook: Wattenerbach) is een rechter zijrivier van de Inn in de Oostenrijkse deelstaat Tirol. Zij ontspringt in de Tuxer Alpen in het achterste deel van het Wattental, bij het Wattentaler Lizum. De rivier ontspringt op de Lizumer Böden als Lizumbach net ten oosten van de top van de Lizumer Reckner (2886 m.ü.A.), stroomt langs de Lizumer Hütte (2019 meter) en neemt daarna het water van de Kleibenbach op. Bij het dorpje Lager Walchen voegt het water van de Mölsbach (waarin reeds de Roßbodenbach is uitgemond) zich bij de Lizumbach en gaat het riviertje onder de naam Wattenbach verder. Vlak voordat de Wattenbach langs Wattenberg stroomt, neemt de rivier het water van de Schranbach op. Uiteindelijk mondt de rivier in Wattens uit in de Inn.,
- Virtual International Authority File: 246356797